# Schuldgefühl
Das Schuldgefühl ist eine – normalerweise als negativ wahrgenommene – soziale Emotion, welche bewusst oder unbewusst einer (auch: vermeintlichen) Fehlreaktion, Pflichtverletzung oder Missetat folgen kann. Mögliche körperliche Reaktionen (Erröten, Schwitzen, eventuell sogar depressive Verstimmung, Fieber oder Magenverstimmung) sind vergleichbar mit denen der Scham oder Angst. Schuld, Scham und Verantwortungsgefühl können leicht verwechselt werden, d. h. die Abgrenzung im Erleben des Individuums ist häufig schwierig. In der Fachliteratur wird Scham von Schuld mittels der Bewertungsgrundlage des Verhaltens abgegrenzt: Während Schuld nach Michael Lewis (2000) durch eine negative Bewertung eines spezifischen Verhaltens erzeugt wird („ich habe etwas Falsches getan“), wird Scham durch eine negative Bewertung des Selbsts erzeugt („ich bin ein schlechter Mensch“). Auch die Attributionstheorien beschäftigen sich mit der Wirkung, je nachdem, ob einzelne gelungene oder misslungene Handlungen als indikativ für die ganze Person interpretiert werden.
In der ursprünglich auf Freud zurückgehenden Tiefenpsychologie wird das Schuldgefühl durch das „Über-Ich“ ausgelöst. Im Gegensatz dazu wird heute davon ausgegangen, dass Scham durch einen Vergleich mit dem Ichideal ausgelöst wird. Die Fähigkeit zum Erleben von Schuldgefühlen und deren Auslösbarkeit durch charakteristische aktuelle Lebensereignisse wird nach analytischen und tiefenpsychologischen entwicklungspsychologischen Theorien innerhalb charakteristischer Lebensphasen in der Kindheit erworben. Das Gefühl der Schuld wird nach Zinck zu den selbstreflexiven Emotionen oder nach Krause zu den me-emotions gerechnet, weil sie in der Auseinandersetzung mit sich selbst und eigenen Wertmaßstäben entstehen. Während die Basisemotionen schon in den ersten Lebensmonaten zu beobachten sind, werden selbstreflexive Emotionen erst später erworben, etwa ab dem zweiten Lebensjahr, wenn Repräsentanzen des eigenen Selbst und von anderen vorhanden sind. Michael Lewis geht von einem Zeitraum zwischen dem zweieinhalbten und dritten Lebensjahr aus.

## Definition
Während der Dorsch, ein umfassendes deutschsprachiges Nachschlagewerk für Fachbegriffe der Psychologie, keinen Eintrag zum Begriff verzeichnet, wird im Lexikon der Psychologie auf Spektrum.de eine Definition angeboten. Demnach handele es sich bei einem Schuldgefühl um eine „negative internale moralische Emotion, die beim Verletzen von Normen oder moralischen Pflichten“ entstehe, oder wenn „sozial unerwünschte Handlungen begangen“ würden, wie beispielsweise ein „Verstoß gegen ein sittliches oder religiöses Gebot“. Es könne „unabhängig von der Androhung einer äußeren Strafe“ entstehen. Es sei „ein Schlüsselaffekt in der Entwicklung persönlicher und sozialer Verantwortlichkeit und des Gewissens“. Das Erleben bestehe „aus dem quälenden Empfinden, daß man im Unrecht“ sei. Die begleitenden Spannungen seien „oft mit Kummer, Angst und dem Wunsch nach Wiedergutmachung verbunden“. Daneben wird auf die psychoanalytische Entwicklungstheorie von Erikson und seiner Ehefrau verwiesen, nach der sich das Schuldgefühl etwa vom 4. bis 5. Lebensjahr in Identifikation mit den Eltern entwickele. Weil sie „als groß und mächtig wahrgenommen werden“, würde sich u. a. das Gewissen herausbilden. Der Konflikt zwischen expansiven Bedürfnissen und sozialen Normen könne, insbesondere bei einer rigiden Erziehung „Resignation, Schuldgefühle und Angst verursachen“.
Im Vokabular der Psychoanalyse von Laplanche und Pontalis findet sich als Einstieg in die Auseinandersetzung mit dem Begriff der Hinweis, beim Schuldgefühl handele es sich um einen „Ausdruck, der in der Psychoanalyse in einer sehr weit gefaßten Bedeutung verwendet“ werde. Er könne „einen affektiven Zustand bezeichnen, der auf einen vom Subjekt als tadelnswert empfundenen Akt“ folge. Der für das Gefühl ggf. „angeführte Grund“ könne „mehr oder weniger adäquat“ sein, wie beispielsweise die „Gewissensbisse des Verbrechers“ oder aber „scheinbar absurde Selbstvorwürfe“. Daneben gebe es „ein diffuses Gefühl persönlicher Unwürdigkeit ohne Beziehung zu einem bestimmten Akt, dessen das Subjekt sich“ anklage. Andererseits postuliere die Psychoanalyse das Schuldgefühl „als System unbewußter Motivationen“, das Verhaltensweisen erkläre, „die zu Mißerfolg führen“, wie beispielsweise „delinquentes Verhalten“ oder auch „Leiden, die sich das Subjekt“ selbst auferlege. In diesem Sinne, so Laplanche und Pontalis dürfe „das Wort ›Gefühl‹ nur mit Vorbehalt verwendet werden, da sich das Subjekt auf der Ebene der bewußten Erfahrung nicht schuldig fühlen“ könne.
Janoff-Bulman (1979) unterscheidet bei der Selbstzuschreibung von Schuld zwischen verhaltensbezogener Selbstbeschuldigung (engl. „behavioral self-blame“, BSB), die auf eine veränderbare Quelle anknüpft und mit dem Glauben an die zukünftige Vermeidbarkeit eines negativen Ergebnisses verbunden ist, und charakterologischer Selbstbeschuldigung (engl. „characterological self-blame“, CBS), die an eine relativ unveränderliche Quelle, nämlich den eigenen Charakter, anknüpft und mit der Überzeugung einhergeht, dass man negative Ergebnisse gewissermaßen selbst verdient habe. Bei der Reaktion von Vergewaltigungsopfern sei BSB ausgeprägter als CSB, was laut Janoff-Bulman auf den Wunsch des Opfers hindeutet, den Glauben an die Kontrolle über äußere Umstände aufrechtzuerhalten.

## Auslöser
Schuldgefühle werden, sofern die Fähigkeit dazu vom Individuum schon erworben wurde, ausgelöst, wenn eine sozial unerwünschte Handlung begangen wird. Dies können sein:
- Verstöße gegen Normen, Gebote oder Verbote  und/oder
- die Nichterfüllung einer sittlichen oder moralischen Pflicht.

Offensichtliche auslösende Faktoren können beispielsweise ein verursachter Schaden, Versäumnis eines Termins oder ähnliche (unnötige bzw. vermeidbare) Fehler sein. Spezifische Gründe können vorliegen, wenn Menschen das Verpassen von Chancen bereuen oder im Nachhinein an der Richtigkeit getroffener Lebensentscheidungen zweifeln. Obwohl dies quälende Gefühle bereitet, besteht deren tieferer Sinn darin, dass sie aus vergangenen Irrtümern lernen und ab dann bessere und für sich stimmigere (= plausiblere) Entscheidungen treffen können.
Zudem kann das Schuldgefühl aber auch durch objektiv schwer nachvollziehbare Auslöser entstehen. Es wird normalerweise entweder von der Umwelt oder vom Betroffenen selbst entwickelt und verstärkt. Hierbei meist mitverantwortlich ist eine mehr oder weniger stark ausgeprägte Disposition, Persönlichkeitsstörung oder psychische Erkrankung, wie z. B. bei der mittelschweren oder schweren depressiven Episode. (Siehe auch Selbstwert, Selbstachtung.)
Ein häufig beobachtetes Phänomen ist die Entwicklung von Schuldgefühlen, wenn folgende Bedingungen gleichzeitig gegeben sind: 1. plötzlich auftretende Situation, die 2. emotional belastet (z. B. plötzlicher Tod oder Unfall einer nahestehenden Person, Erleben sexuellen Missbrauchs, aber auch nach dem Erfahren von weit entfernten Naturkatastrophen, wenn sie für den Betreffenden emotional belastend sind). In diesen Fällen ist keine persönliche Disposition ausschlaggebend.

## Reaktionen
Schuldgefühle können Gewissensbisse, Ärger, Angst und sogar Panik hervorrufen; siehe auch Assoziation (Psychologie). Die Person wird von innerer Unruhe getrieben sein, ein schlechtes Gewissen haben und allgemein unter einem bedrückenden Gefühl leiden. Zweifel, Selbstvorwürfe und die ständige gedankliche Beschäftigung mit dem Fehlverhalten sind typisch. Die betroffene Person empfindet ausgeprägte Reue, also den Wunsch, das Geschehene ungeschehen zu machen bzw. die Schuld wiedergutzumachen.
In manchen Fällen sind Schuldgefühle auch Auslöser für Selbstverletzendes Verhalten (SVV).

## Schuldgefühle im Kognitivismus
Nach kognitionstheoretischem Ansatz entstehen Schuldgefühle, wenn der Betroffene sein Verhalten als falsch bewertet und sich dafür als Mensch verurteilt. Sie werden in einigen Richtungen dieser Theorien nicht als „Gefühle“, sondern als Bewertungen und Schlussfolgerungen angesehen, die (aus dieser Sicht korrekte) zugehörige Emotion ist Scham; der Begriff Schuldgefühl oder Schuldgefühle wird daher in strenger Auslegung nicht verwendet, eine Abgrenzung unterbleibt somit (z. B. Stavemann, 2008). Demnach können Schuldgefühle bzw. Scham überwunden werden, wenn Bewertung und Schlussfolgerung überprüft und korrigiert werden. Oftmals sehen sich Betroffene verantwortlich für Ereignisse, die nicht oder nur zum Teil unter ihrer Kontrolle lagen. Betroffene trennen auch häufig nicht zwischen ihrer Person und einem einmaligen Verhalten zu einem bestimmten Zeitpunkt. Betroffene verknüpfen das Begehen von Fehlern – den Verstoß gegen (in diesem Ansatz eben immer eigenen, verinnerlichten) Normen – mit einer Bewertung ihrer gesamten Person, bzw. fällen ein Urteil über sich als Mensch, bzw. wertvollen oder wertlosen Menschen (im Sinne einer pathologischen Selbstwertbestimmung). Dies sind in der Regel tief verwurzelte und inzwischen unbewusst ablaufende Bewertungsprozesse. Häufig werden diese theoretischen Ansätze auch in verhaltenstherapeutisch orientierten Psychotherapien praktisch umgesetzt.

## Religiöse Bedeutung
Der Buddhismus stellt das Schuldgefühl weitgehend in den Bereich des Leids, von welchem man sich über den Weg der Akzeptanz befreien muss.
Das zentrale Dogma des Christentums vom Sühnetod Christi am Kreuz führt dazu, das Gewissen von vorhandenem Schuldgefühl zu befreien, um so ein Umdenken (Metanoia) des Menschen möglich zu machen.

## Literarische Bearbeitungen des Problems der Schuld
In dem Roman Schuld und Sühne (1866, auf Deutsch mehrfach seit 1882) des russischen Autors Fjodor Dostojewski wird das Thema „Schuld“ literarisch bearbeitet aus der Sicht, dass ein Verbrechen seine Strafe erfordert; der russische Titel des Romans heißt entsprechend korrekt übersetzt eher „Verbrechen und Strafe“ oder „Übertretung und Zurechtweisung“.
Die gedachte obrigkeitliche Verweigerung, ein Schuldgefühl zu verarbeiten, durch eine entsprechende Strafe die Schuld zu sühnen und dadurch wieder „frei“ zu werden, thematisiert der dänische Autor Henrik Stangerup in seinem utopischen Roman Der Mann, der schuldig sein wollte (1973, auf Deutsch 1976).